# Lawrence Klein
Lawrence Robert Klein (14. září 1920 Omaha – 20. října 2013 Gladwyne) byl americký ekonom, který v roce 1980 získal Cenu Švédské národní banky za rozvoj ekonomické vědy na památku Alfreda Nobela za „vytvoření ekonometrických modelů a jejich aplikaci při analýze ekonomického kolísání a ekonomické politiky“.
Zemřel v říjnu 2013 ve svých třiadevadesáti letech.